# Gilliesieae
Gilliesieae Baker, 1875 è una tribù di piante angiosperme dicotiledoni appartenente alla famiglia delle Amarillidacee (sottofamiglia Allioideae).

## Descrizione
È la più variabile delle tre tribù che compongono la sottofamiglia. I fiori possono presentare o meno la corona, l'androceo è composto da due o tre stami.
Gilliesia, che è il genere tipo, presenta fiori fortemente zigomorfi, con solo due stami, che imitano la forma degli insetti per attrarli e facilitare l'impollinazione.
L'embrione è corto e il numero cromosomico più frequente è x=4.

## Distribuzione e habitat
La tribù è distribuita dal sud degli Stati Uniti e dal Messico fino all'Argentina e al Cile.

## Tassonomia
La tribù è stata descritta da John Gilbert Baker e pubblicata in The Journal of the Linnean Society nel 1875.
Comprende i seguenti generi:
- Gilliesia Lindl., 1826
- Miersia Lindl.,1826
- Schickendantziella Speg.
- Trichlora Baker, 1877

I generi Ipheion, Latace, Leucocoryne, Nothoscordum e Tristagma, in precedenza assegnati a questa tribù, sono stati segregati nella tribù Leucocoryneae.